# Heide (Höhscheid)
Heide ist eine aus einer Hofschaft hervorgegangene Ortslage in der bergischen Großstadt Solingen.

## Lage und Beschreibung
Der Ort Heide, der in der geschlossenen Bebauung des Stadtteils Widdert vollständig aufgegangen ist, liegt im Süden des Stadtbezirks Burg/Höhscheid. Er ist nicht mehr als eigene Ortslage wahrnehmbar und wurde in der Nachkriegszeit durch moderne Wohnhäuser überbaut. Die zum Ort gehörenden Gebäude befinden sich unmittelbar westlich der evangelischen Kirche Solingen-Widdert am Ende der Tellstraße, einer Stichstraße des Hintenmeiswinkeler Wegs. Im Norden verläuft in Form einer Höhenrückenstraße die Lacher Straße, von der auch der evangelische Friedhof Solingen-Widdert zugänglich ist.
Benachbarte Orte sind bzw. waren (von Nord nach West): Unten-, Mittel- und Obenfürkelt, Obenwiddert, Rölscheid, Böckersberg, Untenwiddert, Caspersfeld, Kulle und Johänntgesbruch.

## Etymologie
Der Ortsname kommt im heutigen Solinger Stadtgebiet mehrfach vor, so etwa auch in Heide (Gräfrath) und Heide (Ohligs). Er bezeichnet einen Bauernhof, in dessen Umgebung Heidekräuter wuchsen.

## Geschichte
Heide ist als Einzelhof seit dem 18. Jahrhundert nachweisbar. In der Karte Topographia Ducatus Montani, Blatt Amt Solingen, von Erich Philipp Ploennies aus dem Jahre 1715 ist der Ort mit einer Hofstelle verzeichnet und als Heid benannt. Er wurde in den Registern der Honschaft Widdert innerhalb des Amtes Solingen geführt. Die Topographische Aufnahme der Rheinlande von 1824 verzeichnet den Ort als Heide, ebenso wie die Preußische Uraufnahme von 1844. In der Topographischen Karte des Regierungsbezirks Düsseldorf von 1871 ist der Ort nur unbenannt verzeichnet. Die Preußische Neuaufnahme von 1893 verzeichnet den Ort ebenfalls als Heide. 
Nach Gründung der Mairien und späteren Bürgermeistereien Anfang des 19. Jahrhunderts gehörte der Ort zur Bürgermeisterei Höhscheid, die 1856 zur Stadt erhoben wurde und lag dort in der Flur IV. Widdert.
Mit der Städtevereinigung zu Groß-Solingen im Jahre 1929 wurde Heide ein Ortsteil Solingens. Im Stadtplan von 1929 ist der Ort bereits nicht mehr namentlich verzeichnet, sondern nur noch die offensichtlich nach dem Ort benannte Stichstraße, die Heiderstraße. Dieser Straßenname wurde am 26. April 1935 aufgrund der Dopplung im vergrößerten Solinger Stadtgebiet zu Ehren Wilhelm Tells in Tellstraße geändert. Nach 1962 wurde die Tellstraße beidseitig neu durch Wohnhäuser bebaut und die historische Bausubstanz beseitigt. Der Ort wuchs so mit dem benachbarten Obenwiddert zusammen, das heute seinerseits durch Verschmelzung mit anderen Ortslagen und Hofschaften zum eigenen Stadtteil Widdert angewachsen ist. Auf den ursprünglichen Ortsnamen deutet heute nur noch eine Flurbezeichnung des westlich gelegenen Feldes hin: das sogenannte Heiderfeld ist bis heute in der amtlichen Basiskarte verzeichnet.